# Coloradoa bournieri
Coloradoa bournieri är en insektsart. Coloradoa bournieri ingår i släktet Coloradoa och familjen långrörsbladlöss.

## Underarter
Arten delas in i följande underarter:
- C. b. bournieri
- C. b. iberica